# Thalassodes proquadraria
Thalassodes proquadraria är en fjärilsart som beskrevs av Inoue 1976. Thalassodes proquadraria ingår i släktet Thalassodes och familjen mätare. Inga underarter finns listade i Catalogue of Life.